# Izabela Lotrinská
Izabela Lotrinská (fr. Isabelle de Lorraine; 1400?– 28. února 1453 Angers) byla vévodkyně lotrinská a manželka Reného z Anjou.
Narodila se jako starší dcera a dědička lotrinského vévody Karla II. a Markéty Falcké. Roku 1419 se v Nancy provdala za zřejmě poněkud mladšího Reného, druhorozeného syna neapolského krále Ludvíka z Anjou. Po otcově smrti zdědila lotrinské vévodství a během manželova uvěznění vládla jako regentka. Zemřela roku 1453 a byla pohřbena v katedrále sv. Mořice v Angers. Lotrinským vévodou se stal její syn Jan.